# Canzonetta
Canzonetta (pomanjševalnica od italijanske canzone, pesem) je bila priljubljena italijanska posvetna vokalna glasbena oblika, ki se je pojavila okrog leta 1560. 
V svojih zametkih je bila podobna napolitanski villanelli ali madrigalu, vendar komponirana v vedrejšem slogu.  V 18. stoletju je izven italijanskih meja dobila tudi pomen pesmi za glas in instrumentalno spremljavo, navadno v vedrem posvetnem slogu. Besedila pesmi so bila vselej posvetna, s pastoralno, nespodobno ali erotično vsebino. Zgodnje canzonette so bile komponirane za tri glasove brez instrumentalne spremljave, izogibale so se kontrapunktični zapletenosti, vendar pa so pogosto vsebovale ritmično prepletajoče se vzorce. Avtorja prvih izdaj tovrstne glasbe sta bia Giovanni Ferretti (1567) in Girolamo Conversi (1572).
Med skladatelje canzonet so všteti:
- Claudio Monteverdi
- Lodovico Grossi da Viadana
- Felice Anerio
- Adriano Banchieri
- Luca Marenzio
- Pietro Cerone
- Orazio Vecchi
- Giovanni Artusi
- Giovanni Maria Nanino
- Francesca Caccini
- Salamone Rossi
- Hans Leo Hassler